# Myrthenblüthen
Myrthenblüthen (Bourgeons de Myrte) est une valse de Johann Strauss II (opus 395). L'œuvre est créée le 8 mai 1881 au Prater de Vienne.

## Histoire
L'œuvre est écrite comme une valse chorale pour le Chœur d'hommes de Vienne. La raison de cette composition est le mariage le 10 mai 1881 entre le prince héritier autrichien Rudolf (1858-1889) et la princesse Stéphanie de Belgique (1864-1945). La première a lieu le 8 mai dans le cadre d'une célébration à l'occasion de ce mariage. Les mariés, à qui la valse est dédiée, ne peuvent profiter de cette représentation car leur voiture se retrouve coincée dans la foule en raison du grand nombre de spectateurs. 
Dans la valse elle-même, le mariage et la nouvelle princesse héritière ne sont évoqués que vers la fin. La première partie de l'ouvrage décrit des images atmosphériques générales de la nature. Une version purement instrumentale de l'œuvre est ensuite publiée. La date et le lieu de la première de cette version ne sont pas connus.[réf. souhaitée]La marche Jubelfest-March (op. 396) est également composée pour la même raison.[réf. nécessaire]

## Durée
Sa durée d'exécution est d'environ 9 minutes et 40 secondes. Elle peut varier légèrement selon l'interprétation musicale du chef d'orchestre.

## Réutilisation musicale
En 1899, Adolf Müller utilise des parties de cette œuvre dans l'opérette Wiener Blut, qu'il compose sur la base de motifs de Johann Strauss II.[réf. nécessaire]

## Interprétation notable
En 2018, la pièce est jouée lors du célèbre concert du nouvel an à Vienne, sous la direction de Riccardo Muti.